# 自由朝鲜放送
自由朝鲜放送（：／，简称RFC），是大韩民国针对朝鲜民主主义人民共和国的广播。
广播語言为朝鮮語，用短波广播。

## 播出频率
| 韓国標準時（KST） | 周波数   |
| 21:00-00:00       | 11550kHz |
| 03:00-05:00       | 774kHz   |

- 韓国標準時＝UTC+9
- 频率自2017年3月至今。
- 21:00-00:00的节目以“国民统一广播”名义播出。

## 关联項目
- 對北廣播
- 国民统一广播
- 自由北韩放送
- 国際广播
- KBS韓民族放送
- 北韓改革放送